# Markivți, Tîsmenîțea
Markivți (în ucraineană Марківці) este localitatea de reședință a comunei Markivți din raionul Tîsmenîțea, regiunea Ivano-Frankivsk, Ucraina.

## Demografie
Componența lingvistică a localității Markivți
     Ucraineană (99,9%)
Conform recensământului din 2001, majoritatea populației localității Markivți era vorbitoare de ucraineană (99,9%), existând în minoritate și vorbitori de alte limbi.